# Capital City
Capital City (tidigare Capitol City) är en fiktiv stad i USA. I tv-serien Simpsons är den delstaten North Tacomas huvudstad. I serien används Capitol City istället för New York som den typiska storstaden, och har i ett avsnitt försetts med en specialskriven låt i samma tappning som New York, New York. Staden uppges vara den första som införde dödsstraff i USA.
Staden har en berömd hängbro, "The Crosstown Bridge" som används för in- och utfart till staden. I staden ligger The Capitol Building som är arbetsplatsen för guvernören Mary Bailey. Phil's Gas, The Original Frenchie's, The Duff Brewery, The Pennyloafer, Orphanage for The Musically Gifted, The Curvy Nail, The Dew Drop Bar, Bottleg T-Shirt Emporium, Cha Cha Cha, St. Dominics Cathedral, Health for Less, The Apple Saucery, The Cashbob Cafe samt Capital City Stadium är sevärdheter Kända gatunamn i staden är Fourth Street, D Street, Cesar Chavez Way och Martin Luther King Jr. Boulevard. Capital City Goofball är maskoten för stadens basebollag, Capital City Capitals under en period även Homer Simpson.
The Capital City Palace Hotel, Second Best Western och Come Back Motel är hotellen i staden. Milhouse har bott i Capital City i "Capitol City Apartments". Staden är även födelseplatsen för Seymour Skinner.